# Arkutino
Arkutino, Meczeszkoto błato (bułg. Аркутино) – laguna w południowo-wschodniej Bułgarii, przy Morzu Czarnym. Niedaleko kurortu Arkutino i Djuni.
Średnia głębokość wynosi 0,5 m, a zasolenie 0,2‰. Bagna laguny są częścią rezerwatu Ropotamo. Od brzegu oddziela je plaża, na której obficie rośnie pankracjum nadmorskie. Lagunę porasta bagienna roślinność: kupkówka pospolita, rośliny rzęsowe, śnieżyca. Tutaj znajduje się bogate środowisko grążela żółtego. 